# دوجلاس دومبريل
دوجلاس دومبريل (بالإنجليزية: Douglass Dumbrille)‏ (و. 1889 – 1974 م) هو ممثل أفلام كندي، ولد في هاميلتون، توفي عن عمر يناهز 85 عاماً، بسبب نوبة قلبية.

## وصلات خارجية
- دوجلاس دومبريل على موقع IMDb (الإنجليزية)
- دوجلاس دومبريل على موقع ألو سيني (الفرنسية)
- دوجلاس دومبريل على موقع أول موفي (الإنجليزية)
- دوجلاس دومبريل على موقع قاعدة بيانات برودواي على الإنترنت (الإنجليزية)
- دوجلاس دومبريل على موقع قاعدة بيانات برودواي على الإنترنت (الإنجليزية)
- دوجلاس دومبريل على موقع قاعدة بيانات الأفلام السويدية (السويدية)
- دوجلاس دومبريل على موقع إن إن دي بي (الإنجليزية)
- دوجلاس دومبريل على موقع قاعدة بيانات الفيلم (الإنجليزية)
- دوجلاس دومبريل على موقع كينوبويسك (الروسية)